# Luxemburg az 1964. évi nyári olimpiai játékokon
Luxemburg a japán Tokióban megrendezett 1964. évi nyári olimpiai játékok egyik részt vevő nemzete volt. Az országot az olimpián 7 sportágban 12 sportoló képviselte, akik érmet nem szereztek.

## Atlétika
Férfi
| Versenyző            | Versenyszám     | Előfutam | Előfutam | Előfutam | Elődöntő | Elődöntő | Elődöntő | Döntő   | Döntő    |
| Versenyző            | Versenyszám     | Idő      | Hely.    | Össz.    | Idő      | Hely.    | Össz.    | Idő     | Helyezés |
| -------------------- | --------------- | -------- | -------- | -------- | -------- | -------- | -------- | ------- | -------- |
| Michel Medinger, Jr. | 800 m           | 1:52,6   | 6.       | 35.      | kiesett  | kiesett  | kiesett  | kiesett | kiesett  |
| Michel Medinger, Jr. | 1500 m          | 3:51,8   | 8.       | 30.      | kiesett  | kiesett  | kiesett  | kiesett | kiesett  |
| Jean Aniset          | Maraton         |          |          |          |          |          |          | 2:29:52 | 34.      |
| Charel Sowa          | 20 km gyaloglás |          |          |          |          |          |          | 1:36:16 | 16.      |
| Charel Sowa          | 50 km gyaloglás |          |          |          |          |          |          | 4:20:37 | 9.       |

## Birkózás
Kötöttfogású
| Versenyző        | Versenyszám | 1. forduló               | 2. forduló                   | 3. forduló        | 4. forduló        | 5. forduló        | Döntő             | Helyezés    |
| Versenyző        | Versenyszám | Ellenfél Eredmény        | Ellenfél Eredmény            | Ellenfél Eredmény | Ellenfél Eredmény | Ellenfél Eredmény | Ellenfél Eredmény | Helyezés    |
| ---------------- | ----------- | ------------------------ | ---------------------------- | ----------------- | ----------------- | ----------------- | ----------------- | ----------- |
| Raymond Schummer | 87 kg       | Stig Persson (SWE) · 3-1 | Hiraki Kendzsiró (JPN) · 3-1 | kiesett           | kiesett           | kiesett           | kiesett           | helyezetlen |

## Kerékpározás

### Országúti kerékpározás
| Versenyző     | Versenyszám   | Idő                   | Helyezés |
| ------------- | ------------- | --------------------- | -------- |
| Johny Schleck | Mezőnyverseny | 4:39:51,74 (+0:00,11) | 19.      |
| Edy Schütz    | Mezőnyverseny | 4:39:51,83 (+0:00,20) | 96.      |

## Sportlövészet
Férfi
| Versenyző     | Versenyszám           | Pont | Helyezés |
| ------------- | --------------------- | ---- | -------- |
| Victor Kremer | Sportpuska, fekvő     | 584  | 45.      |
| Victor Kremer | Sportpuska, összetett | 1099 | 39.      |

## Torna
Férfi
| Versenyző      | Versenyszám      | Selejtező | Selejtező | Döntő    | Döntő    |
| Versenyző      | Versenyszám      | Pontszám  | Helyezés  | Pontszám | Helyezés |
| -------------- | ---------------- | --------- | --------- | -------- | -------- |
| Ady Stefanetti | Talaj            | 17,70     | 91.       | kiesett  | kiesett  |
| Ady Stefanetti | Ugrás            | 18,05     | 113.      | kiesett  | kiesett  |
| Ady Stefanetti | Korlát           | 17,95     | 94.       | kiesett  | kiesett  |
| Ady Stefanetti | Nyújtó           | 17,35     | 94.       | kiesett  | kiesett  |
| Ady Stefanetti | Gyűrű            | 18,45     | 38.       | kiesett  | kiesett  |
| Ady Stefanetti | Lólengés         | 14,80     | 114.      | kiesett  | kiesett  |
| Ady Stefanetti | Egyéni összetett |           |           | 104,30   | 97.*     |
| Josy Stoffel   | Talaj            | 10,10     | 126.      | kiesett  | kiesett  |
| Josy Stoffel   | Ugrás            | 18,75     | 54.       | kiesett  | kiesett  |
| Josy Stoffel   | Korlát           | 18,85     | 28.       | kiesett  | kiesett  |
| Josy Stoffel   | Nyújtó           | 18,25     | 63.       | kiesett  | kiesett  |
| Josy Stoffel   | Gyűrű            | 17,90     | 65.       | kiesett  | kiesett  |
| Josy Stoffel   | Lólengés         | 18,30     | 45.       | kiesett  | kiesett  |
| Josy Stoffel   | Egyéni összetett |           |           | 102,15   | 104.     |

* - két másik versenyzővel azonos eredményt ért el

## Úszás
Férfi
| Versenyző      | Versenyszám | Előfutam | Előfutam | Előfutam | Elődöntő | Elődöntő | Elődöntő | Döntő   | Döntő    |
| Versenyző      | Versenyszám | Idő      | Hely.    | Össz.    | Idő      | Hely.    | Össz.    | Idő     | Helyezés |
| -------------- | ----------- | -------- | -------- | -------- | -------- | -------- | -------- | ------- | -------- |
| Georges Welbes | 100 m gyors | 58,6     | 6.       | 52.      | kiesett  | kiesett  | kiesett  | kiesett | kiesett  |

## Vívás
Női
| Versenyző       | Versenyszám | Csoportkör | Csoportkör | Csoportkör | Csoportkör | Elődöntő          | Elődöntő          | Döntő             | Helyezés    |
| Versenyző       | Versenyszám | 1. kör | 1. kör     | 2. kör | 2. kör     | 3. kör            | 4. kör            | Döntő             | Helyezés    |
| Versenyző       | Versenyszám | Ellenfél Eredmény | Hely.      | Ellenfél Eredmény | Hely.      | Ellenfél Eredmény | Ellenfél Eredmény | Ellenfél Eredmény | Helyezés    |
| --------------- | ----------- | --- | ---------- | --- | ---------- | ----------------- | ----------------- | ----------------- | ----------- |
| Colette Flesch  | Tőr, egyéni | E. csoport · Mary Watts-Tobin (GBR) · 0-4 · Janet Hopner (AUS) · 4-3 · Antonella Ragno (ITA) · 1-4 · Valentyina Rasztvorova (URS) · 3-4 · Patricia Skinner (NRH) · 4-1 · Mireya Rodríguez (CUB) · 3-4 | 5.         | kiesett | kiesett    | kiesett           | kiesett           | kiesett           | helyezetlen |
| Ginette Rossini | Tőr, egyéni | B. csoport · Dömölky Lídia (HUN) · 2-4 · Bruna Colombetti (ITA) · 2-4 · Ana Derșidan-Ene-Pascu (ROU) · 4-3 · Jaszui Tamiko (JPN) · 4-2 · Johanna Winter (AUS) · 4-2 · Pacita Wiedel (CAN) · 4-1       | 3.         | B. csoport · Szabó Orbán Olga (ROU) · 2-4 · Valentyina Rasztvorova (URS) · 4-3 · Dömölky Lídia (HUN) · 3-4 · Helga Mees (EUA) · 2-4 · Shirley Netherway (GBR) · 4-2 · Rájátszás: · Helga Mees (EUA) · 0-4 | 5.         | kiesett           | kiesett           | kiesett           | helyezetlen |